# Hotel Indonesia
El Hotel Indonesia es uno de los hoteles más antiguos y más conocidos en Indonesia. Situado en el centro de Yakarta, es uno de los primeros hoteles de 5 estrellas en el país. Durante muchos años, ha sido punto de referencia importante de la ciudad. Su fama está a menudo vinculada a la política del país. El hotel está situado en Bundaran HI. La rotonda Hotel Indonesia  recibe su nombre por el hotel. Ocupando 25.082 m² (269.980 pies cuadrados) de tierra, el Hotel Indonesia fue diseñado por un arquitecto estadounidense, Abel Sorensen, y su esposa, Wendy. El hotel fue inaugurado el 5 de agosto de 1962 por el presidente Sukarno en preparación para los Juegos Asiáticos de 1962.